# Маскалучиа
Маскалучиа (итал. Mascalucia) је насеље у Италији у округу Катанија, региону Сицилија.
Према процени из 2011. у насељу је живело 29910 становника. Насеље се налази на надморској висини од 525 м.

## Становништво
Према резултатима пописа становништва 2011. у општини је живело 29.984 становника.
| 1951. | 1961. | 1971. | 1981.  | 1991.  | 2001.  | 2011.  |
| ----- | ----- | ----- | ------ | ------ | ------ | ------ |
| 3.176 | 3.580 | 4.446 | 10.547 | 19.286 | 24.483 | 29.984 |